# Académie des Sciences Morales et Politiques

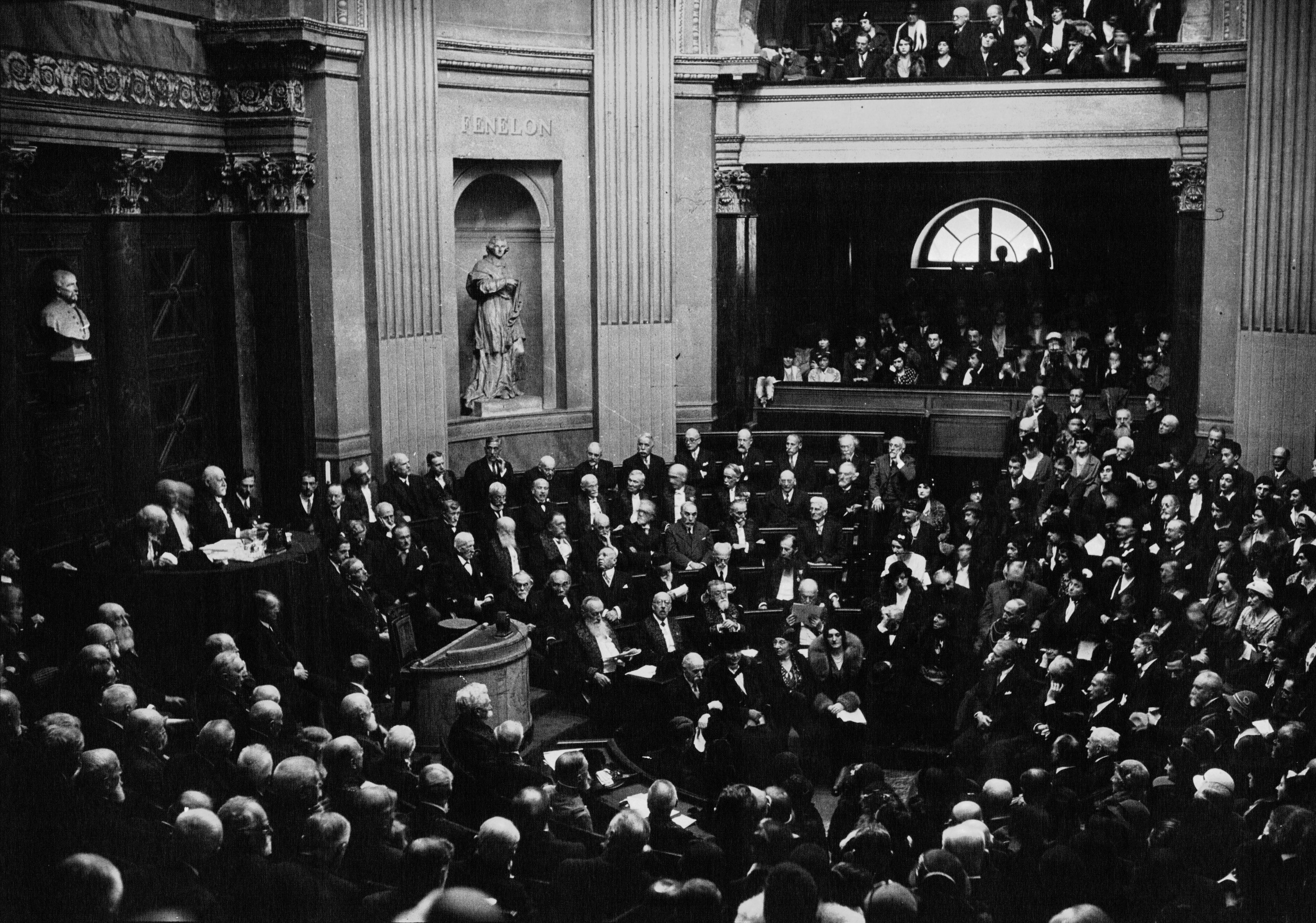
Sessió conmemortativa del centenari del restabliment de l'Académie des sciences morales et politiques a l'Institut de France el 1932. Vista general durant el discurs del president Léon Brunschvicg (a l'esquerra).

L'Académie des sciences morales et politiques o Acadèmia de Ciències Morals i Polítiques és una de les cinc acadèmies de l'Institut de França.
Va ser fundada el 1795, suprimida el 1803 i restaurada per François Guizot el 1832. L'Acadèmia de Ciències Morals i Polítiques és la institució francesa més antiga en l'àmbit de les ciències humanes i socials. Seguint l'esperit de Montesquieu, la seva funció és descriure científicament la vida dels homes en societat per proposar millores formes per al seu govern.

## Organització
Els membres de l'Acadèmia són triats pels seus parells, segons els seus mèrits personals. L'Acadèmia compta amb 50 membres, repartits en sis seccions d'acord amb les seves especialitats:
- I: Filosofia
- II: Moral i sociologia
- III: Legislació, dret públic i jurisprudència
- IV: Economia política, estadística i finances
- V: Història i geografia
- VI: Secció general, antigament anomenada de «membres lliures» (Membres libres).

A aquestes sis seccions s'hi afegeixen als associats estrangers i els seus corresponsals. Entre els associats externs es troben figures de renom com ara Vaclav Havel, Mario Monti, Joan Carles I o Benet XVI.
L'Acadèmia constitueix un òrgan de reflexió interdisciplinària. Difon al seu lloc a Internet els textos de les comunicacions que li són presentats, així com informes i certs textos escrits pels seus membres